# Satana punisce Giobbe con piaghe infuocate
Satana punisce Giobbe con piaghe infuocate è un dipinto a tempera (32,6x43,2 cm) realizzato nel 1826 dal pittore William Blake. È conservato nella Tate Britain di Londra.

## Descrizione
Il quadro raffigura Satana che versa su Giobbe un liquido che gli ricopre la pelle di piaghe dalla pianta dei piedi fino alla punta dei capelli.
Il corpo muscoloso di Satana ricorda gli ignudi michelangioleschi.